# Антон Карюк
Антон Карюк — український художник.

## Біографія
Карюк народився в 1988 році. Карюк виріс в Україні та вивчав архітектуру. Він є членом і засновником художньої групи «Степ». Назва відноситься до місця народження — міста Дніпро, яке знаходиться у степовій кліматичній зоні. З 2005 року Карюк реалізував виставки та проекти з тем соціальних відносин у світі сучасних медіа та самоідентифікації.
Карюк живе та працює у Києві та Вільнюсі.

## Творчість
Мистецтво Антона Карюка зумовлене його інтересами у сприйнятті, русі, втіленому досвіді та почуттях самого себе. Карюк прагне звернути увагу на мистецтво, актуальне для суспільства в цілому. Мистецтво для нього є важливим засобом перетворення мислення на те, як робити речі у світі. Різноманітні твори Карюка — у живопису, перфомансах[неавторитетне джерело] та інсталяціях — були втілені у різноманітних країнах. Не обмежуючись обсягом музею та галереї, його практика охоплює більш широку громадську сферу завдяки інтервенціям у цивільний простір.

## Вибрані персональні/групові виставки
- Персональна виставка «Приємно познайомитись». Bałtycka Galeria Sztuki Współczesnej. Устка (Польща). 2018.[12][13][14][15][16]
- Персональна виставка «У ролях». Skalvija. Вільнюс (Литва). 2017.[17]
- Проект «Заборонена сім'я». Галерея Kedi. Ізміт (Туреччина). 2017.[18]
- Проект «Пороки просто неба», фестиваль сучасного мистецтва Porto Franko, арт-група «Степ». Івано-Франківськ (Україна). 2017.
- Проект інтерактивної інсталяції в Pi Gallery, арт-група «Степ». Познань (Польща). 2017.[19][20]
- Персональна виставка «Портрети», галерея Storrady. Щецин (Польща). 2017.[21][22][23][24][25]
- Проект You're win, арт-група «Степ», галерея «Арт-причал». Київ (Україна). 2016.[26][27][27][28]
- Проект «Ненароджені», арт-група «Степ», Інститут проблем сучасного мистецтва.  Київ (Україна). 2016.[29][30][31]
- Проект «Полум'я», арт-група «Степ», галерея ХХ ?. Київ (Україна). 2016.[32]
- Проект «Пробудження», арт-група «Степ», «Ладасад». Київ (Україна) 2016.[33][34][35][36]
- Групова виставка «Кулькова ручка», галерея «Карась». «Мистецький арсенал». Київ (Україна). 2015.
- Персональна виставка «33 самотності», галерея Port. Київ (Україна). 2015.[1][2][37][38][39]
- Соціальний арт-проект «Парадник». Київ (Україна). 2015.[40][41][42][43]

## Нагороди, стипендії, резиденції
- Резиденція в Балтійській Галереї Сучасного Мистецтва. Устка (Польща). 2018.[14][44][45][46][47]
- Волонтерська програма Erasmus + в соціо-культурній організації In Corpore. Вільнюс (Литва). 2017—2018.
- I: O резиденція. Helikon Art Center. Бахчечик (Туреччина). 2017.[18]
- Переможець Studio Parisien des Arts et la Mode (1 місце). Париж (Франція). 2017.[48]
- Фіналіст міжнародного конкурсу ілюстрації Imago. Київ (Україна). 2016.[49]

## Перформанси
«Гривня(₴)», «Ти наступний», «Баланс»[неавторитетне джерело], «Водоспад», «Природні стихії», «Пил»[неавторитетне джерело], «Камінь спотикання», «Народження», «Ласкаво просимо», «Вибір Бога».